# Apple II
Apple II este un computer pentru acasă pe 8 biți din 1977 și unul dintre primele produse de microcomputer de mare succes din lume. A fost proiectat în primul rând de Steve Wozniak; Steve Jobs a supravegheat dezvoltarea carcasei, iar Rod Holt a dezvoltat sursa de alimentare în comutație.